# AsciiDoc
AsciiDoc es un lenguaje de marcado de documentos ligero, semánticamente equivalente a DocBook, pero usando sintaxis de texto plano en vez de XML. Los documentos en AsciiDoc pueden ser creados usando cualquier editor de textos, y leídos de la misma forma; y también renderizados a HTML o cualquier otro formato soportado por una toolchain de DocBook: PDF, TeX, o páginas del manual, por ejemplo.
Las extensiones de archivo más comunes para un documento AsciiDoc son txt (que es la que el creador de AsciiDoc recomienda) y adoc.

## Historia
AsciiDoc fue creado en 2002 por Stuart Rackham, quien publicó unas herramientas (‘asciidoc’ y ‘a2x’) escritas en Python para convertir texto plano, en un formato "legible para humanos" a alguno de los formatos comúnmente utilizados en la publicación.

## Asciidoctor
Una implementación escrita en Ruby, llamada "Asciidoctor", publicada en 2013, es la más popular de las implementaciones, y es usada por GitHub y GitLab. Esta implementación también está disponible en el ecosistema de Java, usando JRuby, y en el de JavaScript mediante Opal.js.
Algunos de los libros, físicos y electrónicos, de O'Reilly Media fueron escritos usando marcado AsciiDoc.
La mayor parte de la documentación de Git está escrita usando AsciiDoc.
El formato AsciiDoc está actualmente bajo un proceso de estandarización dirigido por la Eclipse Foundation.

## Ejemplo
La siguiente tabla muestra un texto formateado en AsciiDoc, y un renderizado similar al que produciría un procesador de AsciiDoc:
| Texto en AsciiDoc |
| --- |
| = My Article J. Smith https://wikipedia.org[Wikipedia] is an on-line encyclopedia, available in English and *many* other languages. == Software You can install 'package-name' using the `gem` command: gem install package-name == Hardware Metals commonly used include: * copper * tin * lead |

| Resultado renderizado |
| --- |
| My Article J. Smith Wikipedia is an on-line encyclopedia, available in English and many other languages. Software You can install package-name using the gem command: gem install package-name Hardware Metals commonly used include: - copper - tin - lead |

## Herramientas
- Antora – un generador de sitios de documentación multirepositorio que usa git.
- awestruct – un generador de sitios estáticos inspirado en Jekyll.
- Asciidoc FX – un editor de libros en AsciiDoc que usa JavaFX 8.
- AsciiDocLIVE – un editor de AsciiDoc en línea.
- DAPS – DocBook Authoring and Publishing Suite (DAPS) un sistema de línea de comandos para publicar documentos DocBook y AsciiDoc como HTML, PDF, y EPUB.